# الكسندر براند
الكسندر براند (بالإسبانية: Alexander Brand) (31 يناير 1977 ببوغوتا في كولومبيا - ) هو ملاكم كولومبي، صنّف ضمن فئة الوزن المتوسط.

## وصلات خارجية
- الكسندر براند على موقع بوكس ريك (الإنجليزية) (registration required)